# Вестникарчето
„Вестникарчето“ (на английски: The Paperboy) е американски криминален трилър от 2012 година с участието на Матю Макконъхи, Зак Ефрон, Джон Кюсак и Никол Кидман. Филмът се състезава за Златна палма на Филмовия фестивал в Кан 2012. На 13 декември 2012 година Никол Кидман получава номинация за Златен глобус 2013 за най-добра поддържаща роля.

## В ролите
| Актьор         | Роля             |
| -------------- | ---------------- |
| Матю Макконъхи | Уорд Янсен       |
| Зак Ефрон      | Джак Янсен       |
| Джон Кюсак     | Хилари ван Уетър |
| Никол Кидман   | Шарлът Блес      |

## Премиера
Филмът дебютира на 65-ия филмов фестивал в Кан на 28 май. Американските критици го приемат със смесени чувства. В България филмът е показан в рамките на Sofia Independent Film Festival през 2014 г.